# This House Is Not for Sale
This House Is Not for Sale é o décimo quarto álbum de estúdio da banda estadunidense de rock Bon Jovi. Ele foi lançado em 4 de novembro de 2016, pela Island Records.
É o primeiro álbum de estúdio deles com Phil X na guitarra principal, que substituiu o antigo membro Richie Sambora em 2013. É também o primeiro álbum no qual o baixista Hugh McDonald oficialmente substitui o original Alec John such, que deixou a banda em 1994.
A recepção da crítica foi mista, descrevendo o álbum como bem-feito, mas estereotipado. This House Is Not for Sale estreou no topo da Billboard 200 com 129 mil unidades equivalentes a álbuns, das quais 128 mil eram vendas puras de álbuns. No Reino Unido, o álbum estreou na 5ª colocação da UK Albums Chart, vendendo 21.448 unidades em sua primeira semana.
O álbum foi relançado em 2018, com "When We Were Us" e "Walls" como faixas bônus.

## Antecedentes
No dia 18 de novembro de 2014, em uma entrevista com Pierre Robert da rádio WMMR-FM, o vocalista Jon Bon Jovi confirmou que havia começado a escrever músicas para o próximo álbum do Bon Jovi e que ele seria gravado em 2015 e lançado em 2016. Ele também confirmou que o guitarrista Richie Sambora tinha deixado a banda após mais de 30 anos. Richie teve períodos conturbados entre 2007 e 2013, com a dissolução de seu casamento, prisões por dirigir embriagado, passagens por tratamento de dependência química e ausência em várias longas turnês com a banda. Jon disse: "Seria difícil para mim [permitir que o Ritchie voltasse], e também seria para o David, para o Tico. Seria muito para nós [permitir-lhe voltar]. Depois de um ano e meio e você perde 80 shows... eu não acho que é possível." Até fevereiro de 2015, Jon confirmou que ele ainda estava em um estágio inicial do processo de composição, com cerca de 12 canções escritas e que a inspiração para escrever essas músicas vieram da leitura de jornais. Em abril de 2015, Jon assinou um acordo de gestão com Irving Azoff, que representará o Bon Jovi em todas as áreas.
Em 21 de agosto de 2015, o Bon Jovi lançou o álbum Burning Bridges, uma compilação voltada para fãs de carteirinha a turnê asiática Bon Jovi Live!. Ela vinha com canções inacabadas, inéditas ou novas. Jon disse que o álbum era: "uma espécie de indicativo de aonde estamos indo musicalmente". Com este álbum, a banda também concluiu seus 32 anos de relacionamento com a Mercury Records e sua matriz Universal Music Group. As razões para deixar o rótulo são descritos na última faixa do álbum Burning Bridges. Jon disse: "Isto te pega bem na cabeça e te diz o que aconteceu. Ouça a letra porque ela explica exatamente o que aconteceu. E isso é tudo."
Em 30 de setembro de 2015, em uma entrevista para o star2.com, Jon confirmou que o álbum se chamariaThis House Is not for Sale, descrevendo-o como "realmente uma volta ao início". Ao descrever o álbum, ele também disse: "Este álbum é sobre a nossa integridade. Integridade importa e nós estamos em uma fase de nossa carreira em que não temos mais nada para provar. Algumas músicas têm um pouco mais daquele som com atitude briguenta que nós podemos ter agora." As letras do álbum falam sobre dificuldades que Jon enfrentou em 2014-2015. Jon explicou: "Muita coisa aconteceu. A partida repentina de Richie, minha tentativa de comprar o [Buffalo] Bills e agora esta coisa com a gravadora. Eu tenho um monte de material sobre o qual escrever. Acredite em mim, o novo álbum é bom. É aguçado. É algo do qual teremos muito orgulho na primavera quando o lançarmos."

## Letra e composição
A faixa-título foi inspirada em uma foto de Jerry Uelsmann que Jon viu em uma revista. É uma casa orgulhosa e velha com raízes profundas que estava em ruínas. Como Jon estava vendendo a casa na época, o título veio à sua mente subliminarmente. A canção é sobre integridade e onde os membros da banda estavam na época. O verso "Estas quatro paredes têm uma história para contar" simbolizam cada um dos quatro membros da banda.
"Living with the Ghost" é uma canção que lida com o tema da perda. "Knockout" é sobre a luta entre um homem e sua esperança. "Labor of Love" é uma canção sobre amor e relacionamentos. "Born Again Tomorrow" é uma canção sobre a olhar para trás na vida e se perguntar: você mudaria alguma coisa ou você viveria-a da mesma maneira?. "Roller Coaster" é uma canção sobre a vida de Jon, o amor e todos os golpes baixos ao longo do caminho. Com letras provocativas como "a vida não é um carrossel" e "o que sobe pode nos virar de cabeça para baixo".
"New Year's Day" é uma canção sobre a coesão da banda; foi originalmente escrito em compasso de 6/8, mas acabou ficando muito mais rápida em estúdio quando Tico Torres contou a batida e todos os outros membros da banda entraram. "The Devil in the Temple" é uma canção sobre a gravadora e a situação da banda na indústria da música. Jon explicou: "Eu sempre tive apenas um sonho: escrever músicas e apresentá-las nessa igreja. Não foi fácil deixar de lado a mudanças no setor, que nos levaram a mudar a nossa relação com este ex-'casa' depois de 33 anos. Felizmente, nós deixamos este capítulo para trás agora". "Scars on This Guitar" é uma canção sobre a guitarra de Jon. "God Bless This Mess" é uma canção sobre sobreviver os baixos da vida. "Reunion" é uma canção que Jon escreveu após aceitar um doutorado honorário da Universidade de Rutgers.
"Come on up to Our House" é uma música sobre as pessoas que são convencidas a vir e ficar na casa para uma festa juntos. "We Don't Run" é uma música desafiante face à adversidade e trata da situação com a gravadora que Jon enfrentou e o futuro da banda sendo colocado em questão. A canção é um grito de guerra para qualquer um que sinta suas costas contra a parede.

## Lançamento e divulgação
Em 25 de maio de 2016, o Bon Jovi anunciou por meio de mídias sociais e seu site que o álbum estava terminado. A Billboard informou que a banda havia reassinado com a Universal Music, com o álbum sendo lançado pela Island Records. A faixa-título e seu vídeo oficial foram lançadas em 12 de agosto de 2016. Também foi anunciado que o álbum seria lançado em 21 de outubro de 2016. Este álbum também é o primeiro que tem o baixista Hugh McDonald e o guitarrista Phil X como membros oficiais, embora o produtor John Shanks tenha sido o responsável por criar e executar a maior parte do trabalho de guitarra rítmica no álbum. No dia 5 de outubro de 2016, Jon Bon Jovi anunciou sua turnê mundial de 2017, a This House Is Not for Sale Tour no The Ellen DeGeneres Show. Na mesma data, foi anunciado que a data de lançamento havia sido adiada de 21 de outubro para 4 de novembro de 2016.
No mês de outubro, quatro festas de audição ao vivo intimistas da TIDAL X: Bon Jovi apresentaram o álbum de cabo a rabo para fãs em Red Bank, Nova Jersey; Londres, Reino Unido; Toronto, Ontario; e Nova York.

### Capa
A capa do álbum mostra uma imagem em preto e branco registrada pelo fotógrafo Jerry Uelsmann e retrata uma casa ancorada por raízes profundas. Jon Bon Jovi se inspirou pela imagem ao vê-la vários anos antes da gravação do álbum. Segundo ele, ela foi a inspiração para a faixa-título do álbum. Ele disse sobre a imagem: "Aquela foto contou a nossa história...agora é a nossa capa do álbum".

## Singles
"This House is Not for Sale", foi lançado como o single principal do álbum em 12 de agosto de 2016 e ela tem um vídeo. "Knockout" foi lançado como o segundo single com um vídeo em 21 de outubro de 2016. "Labor of Love" foi lançado como o terceiro single com um vídeo em 4 de novembro de 2016. "Born Again Tomorrow" foi lançado como o quarto single com um vídeo em 23 de dezembro de 2016.
"Roller Coaster" foi mencionada em shows ao vivo da banda como o novo "single hit" da banda, atingindo a 11ª colocação da parada Adult Contemporary.
"When We Were Us" (uma das duas novas músicas do relançamento de 2018 do álbum) fez a maior estreia de um single fora de feriado desde 2001 na parada de reprodução de música no rádio Billboard Adult Contemporary (datado de 17 de março), conforme a faixa estreia na 15ª colocação, alcançando a 13ª na semana do dia 31 de março e, mais tarde, chegando à 12ª colocação. Outra faixa nova do relançamento do álbum é "Walls", que também foi lançada como single. Vídeos foram lançados para ambas as novas canções.

## Vídeos
Incluindo os singles, clipes foram lançados para cada faixa da edição convencional do álbum. "Come On Up to Our House" foi lançado em 11 de novembro de 2016, "Scars on This Guitar" em 25 de novembro de 2016, "The Devil's in the Temple" em 9 de dezembro de 2016, "Roller Coaster" em 16 de dezembro de 2016, "New Year's Day" em 30 de dezembro de 2016, "God Bless This Mess" em 13 de janeiro de 2017 e "Living With the Ghost" e "Reunion" em 27 de janeiro de 2017 com um documentário focado em Camden, Nova Jersey.

## Recepção da crítica
| Críticas profissionais | Críticas profissionais |
| Pontuações agregadas   | Pontuações agregadas   |
| Fonte                  | Avaliação              |
| ---------------------- | ---------------------- |
| Metacritic             | 59/100                 |
| Avaliações da crítica  |                        |
| Fonte                  | Avaliação              |
| AllMusic               | [ 31 ]                 |
| Classic Rock           | [ 32 ]                 |
| Drowned in Sound       | 5/10                   |
| The Guardian           | [ 1 ]                  |
| Kerrang!               | [ 34 ]                 |
| The Independent        | [ 35 ]                 |

No Metacritic, que atribui uma média com base em resenhas de críticos do mainstream, o álbum recebeu uma média de 59/100, que indica críticas mistas ou medianas, com base em cinco resenhas.
No AllMusic, Stephen Thomas Erlewine disse que "Bon Jovi e Shanks podem não ter feito muito para renovar o som da banda - eles não levam nenhuma tendência musical do meio dos anos 2010 em consideração - mas esse desafio fervente significa que este é o álbum mais vivo da banda em anos." Dave Simpson, do The Guardian disse que o álbum "não desconstrói a velha fórmula" e que "ainda há canções prontas para o estádio e refrãos propícios para cantarolar". Andy Gill do The Independent disse que "as simplicidades confortáveis vendidas em faixas como "Reunion" e "Knockout" oferecem o equivalente rock de Donald Trump, bajulando sem nunca ficar muito específico." Emma Johnston da Classic Rock disse que "This House Is Not for Sale não é uma obra-prima, e conquanto a empolgante faixa-título acena sonicamente para o auge deles, a maior parte do disco é feita de pop planejado".
Andy McDonald do Drowned in Sound deu ao álbum uma nota 5/10 dizendo que "o som lota-estádio que corre pela música moderna deve algo ao Bon Jovi, mas This House... soa mais como os sucessores espirituais de terceiro nível deles, composto de rock dançante esquecível e músicas mela cueca que demoram a agradar recheadas com chavões intermináveis e aquelas linhas de guitarra ecoantes e em staccato que as bandas fazem quando querem soar grandes".

## Desempenho comercial
This House Is Not for Sale estreou no topo da Billboard 200 com 129 mil unidades equivalentes a álbuns, das quais 128 mil eram vendas puras de álbuns. É o sexto álbum número um do Bon Jovi nos EUA e também se tornou o quarto álbum seguido deles a atingir o topo no país após What About Now, The Circle e Lost Highway. Na segunda semana do álbum, ele caiu para a 43ª, batendo o álbum de 2006 do Incubus Light Grenades como o álbum que sofreu a maior queda do topo da parada na época. A banda já tinha um álbum que havia caído bruscamente da primeira colocação: The Circle, de 2009. Eles são a única banda a ter várias colocações na lista. Ele também sofreu a maior queda de vendas puras de segunda semana para um álbum no topo da parada durante sua segunda semana, vendendo 91,71% a menos, com 11 mil unidades vendidas. Na semana seguinte, ele caiu para a 127ªcolocação, o que o torna, dentre os álbuns que alcançaram o topo da Billboard 200, o que menos tempo ficou na lista. Nas semanas seguintes ele caiu para as posições 166 e 189, subiu subiu para 173 e depois para 155. Em março de 2018, o álbum chegou ao topo novamente devido a uma promoção de compra do álbum que dava direito a uma entrada para um show, com 120 mil unidades equivalentes a álbuns vendidas na semana que terminava em 1 de março. Na semana seguinte, o álbum caiu para a 169ª colocação, sendo simultaneamente o primeiro q quinto álbum na lista de álbuns com maiores quedas do topo da parada. Em janeiro de 2017, o álbum havia vendido 174 mil cópias nos Estados Unidos. Em março de 2018, as vendas puras estavam em 326 mil no mesmo país.

## Faixas
| This House Is Not for Sale - edição regular |                                                           |                                               |         |  |
| N.º                                         | Título                                                    | Compositor(es)                                | Duração |  |
| 1.                                          | "This House Is Not for Sale" (Esta Casa Não Está à Venda) | Jon Bon Jovi Phil X John Shanks Billy Falcon  | 3:36    |  |
| 2.                                          | "Living With the Ghost" (Vivendo com o Fantasma)          | Bon Jovi Phil X                               | 4:44    |  |
| 3.                                          | "Knockout" (Nocaute)                                      | Bon Jovi Phil X Shanks                        | 3:29    |  |
| 4.                                          | "Labor of Love" (Trabalho de Amor)                        | Bon Jovi Phil X Shanks Falcon                 | 5:03    |  |
| 5.                                          | "Born Again Tomorrow" (Nascido Novamente Amanhã)          | Bon Jovi Phil X Shanks Falcon                 | 3:33    |  |
| 6.                                          | "Roller Coaster" (Montanha Russa)                         | Bon Jovi Phil X Chris DeStefano Ashley Gorley | 3:40    |  |
| 7.                                          | "New Year's Day" (Ano-Novo)                               | Bon Jovi Phil X Falcon                        | 4:27    |  |
| 8.                                          | "The Devil's in the Temple" (O Diabo Está no Templo)      | Bon Jovi Phil X Falcon                        | 3:19    |  |
| 9.                                          | "Scars on This Guitar" (Cicatrizes Nesta Guitarra)        | Bon Jovi Phil X Brett James Falcon            | 5:06    |  |
| 10.                                         | "God Bless This Mess" (Deus Abençoe Esta Bagunça)         | Bon Jovi Phil X                               | 3:23    |  |
| 11.                                         | "Reunion" (Reunião)                                       | Bon Jovi Phil X                               | 4:14    |  |
| 12.                                         | "Come On Up to Our House" (Venha à Nossa Casa)            | Bon Jovi Phil X Shanks                        | 4:35    |  |
| Duração total:                              | Duração total:                                            | Duração total:                                | 49:08   |  |

| This House Is Not for Sale - faixas bônus da edição de luxo norte-americana |                                          |                                  |         |  |
| N.º                                                                         | Título                                   | Compositor(es)                   | Duração |  |
| 13.                                                                         | "Real Love" (Amor Real)                  | Bon Jovi Phil X Falcon           | 4:34    |  |
| 14.                                                                         | "All Hail the King" (Todos Saúdam o Rei) | Bon Jovi Phil X DeStefano Gorley | 4:54    |  |
| 15.                                                                         | "We Don't Run" (Nós Não Corremos)        | Bon Jovi Phil X Shanks           | 3:17    |  |

| This House Is Not for Sale faixas bônus da edição de luxo internacional |                                                           |                                   |         |  |
| N.º                                                                     | Título                                                    | Compositor(es)                    | Duração |  |
| 13.                                                                     | "Real Love" (Amor Real)                                   | Bon Jovi Phil X Falcon            | 4:34    |  |
| 14.                                                                     | "All Hail the King" (Todos Saúdam o Rei)                  | Bon Jovi Phil X DeStefano Gorley  | 4:54    |  |
| 15.                                                                     | "We Don't Run" (Nós Não Corremos)                         | Bon Jovi Phil X Shanks            | 3:16    |  |
| 16.                                                                     | "I Will Drive You Home" (Eu Te Levarei de Carro pra Casa) | Bon Jovi Phil X Falcon Luke Laird | 4:42    |  |
| 17.                                                                     | "Goodnight New York" (Boa Noite Nova York)                | Bon Jovi Phil X Shanks Falcon     | 3:53    |  |
| Duração total:                                                          | Duração total:                                            | Duração total:                    | 70:28   |  |

| This House Is Not for Sale faixas bônus das edições da Alemanha (Media Markt, Saturn), do Japão e da Target |                                                           |                                   |         |  |
| N.º | Título                                                    | Compositor(es)                    | Duração |  |
| 13. | "Real Love" (Amor Real)                                   | Bon Jovi Phil X Falcon            | 4:34    |  |
| 14. | "All Hail the King" (Todos Saúdam o Rei)                  | Bon Jovi Phil X DeStefano Gorley  | 4:54    |  |
| 15. | "We Don't Run" (Nós Não Corremos)                         | Bon Jovi Phil X Shanks            | 3:16    |  |
| 16. | "I Will Drive You Home" (Eu Te Levarei de Carro pra Casa) | Bon Jovi Phil X Falcon Luke Laird | 4:42    |  |
| 17. | "Goodnight New York" (Boa Noite Nova York)                | Bon Jovi Phil X Shanks Falcon     | 3:53    |  |
| 18. | "Touch of Grey" (Toque de Cinza)                          | Bon Jovi Phil X Falcon James      | 4:06    |  |
| Duração total:                                                                                              | Duração total:                                            | Duração total:                    | 74:33   |  |

| This House Is Not for Sale - faixas bônus exclusivas da edição Walmart |                                          |                                  |         |  |
| N.º                                                                    | Título                                   | Compositor(es)                   | Duração |  |
| 13.                                                                    | "Real Love" (Amor Real)                  | Bon Jovi Phil X Falcon           | 4:34    |  |
| 14.                                                                    | "All Hail the King" (Todos Saúdam o Rei) | Bon Jovi Phil X DeStefano Gorley | 4:54    |  |
| 15.                                                                    | "We Don't Run" (Nós Não Corremos)        | Bon Jovi Phil X Shanks           | 3:16    |  |
| 16.                                                                    | "Color Me In" (Colora-me)                | Bon Jovi Phil X Falcon           | 4:02    |  |
| Duração total:                                                         | Duração total:                           | Duração total:                   | 65:54   |  |

| This House Is Not for Sale faixas bônus do relançamento de 2018 |                                       |                        |         |  |
| N.º                                                             | Título                                | Compositor(es)         | Duração |  |
| 1.                                                              | "When We Were Us" (Quando Éramos Nós) | Bon Jovi Phil X Shanks | 3:34    |  |
| 2.                                                              | "Walls" (Paredes)                     | Bon Jovi Phil X Shanks | 3:37    |  |

## Formação
Bon Jovi
- Jon Bon Jovi – vocais, guitarra
- Phil X – guitarra solo, vocais de apoio
- Hugh McDonald – baixo, vocais de apoio
- David Bryan – teclados, piano, vocais de apoio
- Tico Torres – bateria, percussão

Pessoal adicional
- John Shanks – guitarra solo, guitarra rítmica, vocais de apoio

## Paradas
| Parada (2016–18)                      | Maior colocação |
| ------------------------------------- | --------------- |
| Austrália (ARIA)                      | 1               |
| Áustria (Ö3 Austria Top 40)           | 1               |
| Bélgica (Ultratop Flandres)           | 9               |
| Bélgica (Ultratop Valônia)            | 33              |
| Brasil (ABPD)                         | 9               |
| Canadá (Billboard)                    | 3               |
| Países Baixos (Dutch Charts)          | 8               |
| Finlândia (Suomen virallinen lista)   | 10              |
| French Albums (SNEP)                  | 53              |
| Alemanha (Offizielle Deutsche Charts) | 3               |
| Greek Albums (IFPI)                   | 29              |
| Hungria (MAHASZ)                      | 11              |
| Irlanda (IRMA)                        | 7               |
| Itália (FIMI)                         | 6               |
| Nova Zelândia (RMNZ)                  | 20              |
| Polónia (ZPAV)                        | 34              |
| Portugal (AFP)                        | 4               |
| Escócia (Official Scottish Albums)    | 5               |
| Espanha (PROMUSICAE)                  | 2               |
| Suécia (Sverigetopplistan)            | 10              |
| Suíça (Schweizer Hitparade)           | 2               |
| Reino Unido (Official Albums Chart)   | 5               |
| Estados Unidos (Billboard 200)        | 1               |

| Parada (2016)                      | Colocação |
| ---------------------------------- | --------- |
| Australian Albums (ARIA)           | 71        |
| Austrian Albums (Ö3 Austria)       | 49        |
| Swiss Albums (Schweizer Hitparade) | 80        |

## Certificações
| Região                                                                                              | Certificação | Vendas   |
| --------------------------------------------------------------------------------------------------- | ------------ | -------- |
| Austrália (ARIA)                                                                                    | Ouro         | 35 mil^  |
| Áustria (IFPI Austria)                                                                              | Ouro         | 7,5 mil* |
| Reino Unido (BPI)                                                                                   | Prata        | 60 mil^  |
| *Vendagens baseadas em ~certificações apenas^números de encomendas baseados em certificações apenas |              |          |

## Histórico de lançamento
| Região | Data                  | Formato              | Gravadora      | Número de catálogo |
| ------ | --------------------- | -------------------- | -------------- | ------------------ |
| Mundo  | 4 de novembro de 2016 | CD download download | Island Records | B01LNV711A         |